# Tuponia hippophaes
Espèce
Tuponia hippophaes est une espèce d'insectes hémiptères de la famille des Miridae.

## Description
La tête, le pronotum et les hémélytres sont d'un vert franc, sans aucun dessin fonce ou clair. La forme est allongée ou ovale, selon le sexe. La longueur totale du corps varie de 2 a 3,3 mm. L'espèce se distingue de Tuponia brevirostris (de) par son rostre plus long, atteignant au moins les hanches des pattes médianes.
Le vagin s'avère largement membraneux, apparemment dépourvu de sclérites remarquables, et assez similaire en forme a celui de Lepidargyrus ancorifer (de). Les anneaux parieto-vaginaux sont petits, fins, légèrement allonges antérolatéralement, peu visibles. Leur marge dite latéro-interne forme une pointe, leur marge latéro-extrême est quasi droite et porte un petit prolongement intérieur, leurs marges antérieure et postérieure sont incurvées concaves. La plaque dorsale qui porte ses anneaux, comme chez divers Deraeocorinae, Orthotylinae et Phylinae, est orientée obliquement à la paroi dorsale, ce qui rend les anneaux difficilement observables en vue dorsale. Les oviductes latéraux sont relativement épais et nettement évasés, apicalement, la paroi postérieure est membraneuse.

## Répartition
Tuponia hippophaes est présent dans l'ensemble du bassin méditerranéen, une partie de l'Europe centrale et orientale,.
Sa présence s'étend vers le nord à la faveur à la faveur du réchauffement climatique et l'implantation de Tamarix décoratifs. L'espèce remonte le long du littoral atlantique français, au moins jusqu'au Calvados, notamment dans les Alpes, le Bas-Rhin, puis en Belgique. Dans les îles britanniques, l'insecte est recensé pour la première fois en 2010.

## Plantes hôtes
Les larves et les adultes consomment les feuilles des plantes des espèces Myricaria germanica, Reaumuria vermiculata (sv), Tamarix gallica, Tamarix parviflora, Tamarix ramosissima, Tamarix tetrandra.

## Classification
Le nom valide complet (avec auteur) de ce taxon est Tuponia hippophaes (Fieber, 1861).
L'espèce a été initialement classée dans le genre Oncotylus sous le protonyme Oncotylus hippophaes Fieber, 1861.
Tuponia hippophaes a pour synonymes :
- Agalliastes unicolor J.Scott, 1872
- Oncotylus hippophaes Fieber, 1861
- Tuponia albomarginata Linnavuori, 1961
- Tuponia cypria Wagner, 1962
- Tuponia hippophaes hippophaes
- Tuponia hippophaes mimeuri Wagner, 1958
- Tuponia hippophaes pradassiensis Tamanini, 1964
- Tuponia liparensis Tamanini, 1973
- Tuponia longitarsis Wagner, 1962
- Tuponia menorcana Wagner, 1975
- Tuponia michalki liparensis Tamanini, 1973
- Tuponia michalki menorcana Wagner, 1971
- Tuponia michalki Wagner, 1951
- Tuponia mimeuri Wagner, 1975
- Tuponia myricariae Cerutti, 1939
- Tuponia pradassiensis Tamanini, 1964
- Tuponia rhodensis Wagner, 1975
- Tuponia seidenstueckeri Linnavuori, 1984
- Tuponia seidenstueckeri Wagner, 1955
- Tuponia seidenstuekkeri Wagner, 1975
- Tuponia unicolor (J.Scott, 1872)